# Bunica (Senj)
Bunica je naselje u sastavu Grada Senja u Ličko-senjskoj županiji.

## Stanovništvo
Prema popisu iz 2011. naselje je imalo 85 stanovnika.

| broj stanovnika | 85    | 66    |
|                 | 2011. | 2021. |